# Diplusodon urceolatus
Diplusodon urceolatus är en fackelblomsväxtart som beskrevs av A. Lourteig. Diplusodon urceolatus ingår i släktet Diplusodon och familjen fackelblomsväxter. Inga underarter finns listade i Catalogue of Life.